# Federação Portuguesa de Remo
A Federação Portuguesa de Remo (FPR) é o órgão responsável pela organização dos eventos e representação dos atletas de remo em Portugal. A FPR é uma Federação unidesportiva, pessoa colectiva de direito privado, de utilidade
pública desportiva, sem fins lucrativos, e a autoridade desportiva do eventos desportivos na modalidade do remo.